# Blur (álbum)
Blur es el quinto álbum de estudio de la banda británica de Britpop Blur, lanzado el 10 de febrero de 1997 por Food Records.
Bajo la sugerencia del guitarrista de la banda, Graham Coxon, la banda experimentó un cambio de estilo, siendo influenciada por bandas estadounidenses de indie rock como Pavement y Sonic Youth. La grabación tuvo lugar tanto en Londres como en Reykjavík, Islandia. El baterista Dave Rowntree describió la música del álbum como más agresiva y emocional que su trabajo anterior. El productor Stephen Street afirmó que el cantante y compositor principal Damon Albarn había comenzado a escribir sobre experiencias más personales, mientras que Coxon reveló que al escuchar sus letras, tenía claro que «obviamente se había vuelto un poco más loco».
A pesar de las preocupaciones del sello de Blur, EMI, y la prensa musical de que el cambio de estilo alienaría a la base de aficionados predominantemente adolescente de la banda y que el álbum fracasaría como resultado, Blur, así como el sencillo principal, «Beetlebum», alcanzó la cima de las listas de éxitos del Reino Unido y el álbum fue certificado platino. El álbum también alcanzó el Top 20 en otros seis países. El éxito de «Song 2» llevó a que Blur se convirtiera en el álbum más exitoso de la banda en los Estados Unidos, donde la escena del britpop no había tenido mucho éxito. El álbum recibió críticas positivas de la mayoría de los críticos musicales, muchos elogiando el cambio estilístico y la composición de Albarn. Este es el último álbum del productor de toda la vida Stephen Street, hasta su regreso en The Magic Whip (2015).

## Trasfondo

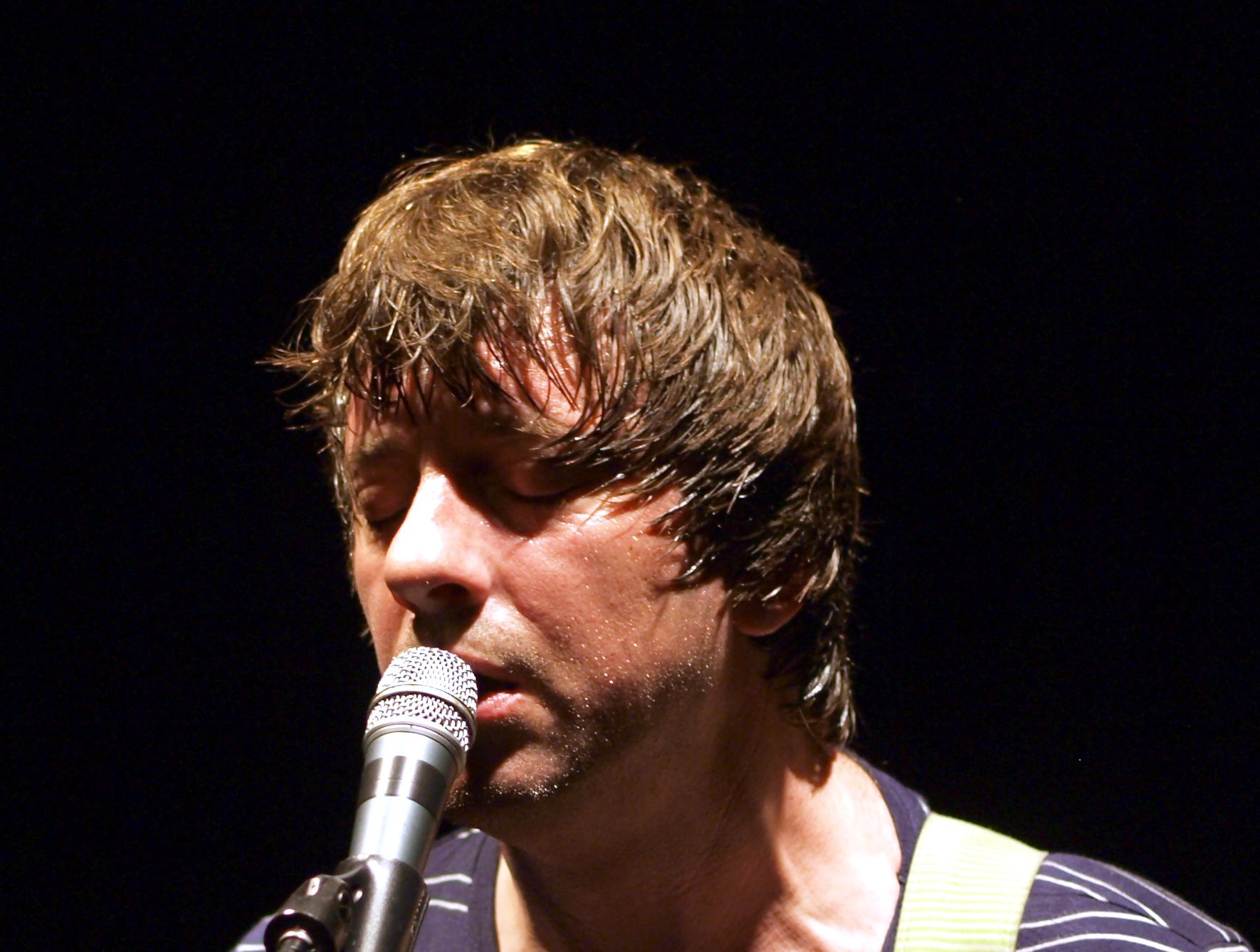
Graham Coxon se describió a sí mismo como atravesando una «crisis de la mediana edad del pop» y anhelaba que la banda escribiera música «que asustara a la gente de nuevo».

A pesar de que el álbum anterior de Blur, The Great Escape, fue lanzado con críticas positivas y entró en las listas del Reino Unido en el número uno, el éxito del álbum quedó en las sombras en comparación con (What's the Story) Morning Glory? de los rivales del britpop Oasis que consiguió el cuádruple platino en Estados Unidos. Blur fue percibido como una «banda de pop de clase media inauténtica» en comparación con los «héroes de la clase trabajadora» Oasis, lo que hizo que el cantautor principal, Damon Albarn, se sintiera «estúpido y confundido». El bajista Alex James resumió más tarde: «Después de ser el héroe del pueblo, Damon fue el pinchazo del pueblo durante un breve período ... básicamente, fue un perdedor, muy públicamente».
En una entrevista a principios de 1996 con la revista Q reveló que las relaciones entre los miembros de Blur se habían vuelto muy tensas; el periodista Adrian Deevoy escribió que los encontró «al borde de una ruptura nerviosa». El guitarrista Graham Coxon, en particular, comenzó a resentir a sus compañeros de banda; James por su estilo de vida de playboy y Albarn por su control sobre la dirección musical y la imagen pública del grupo. En febrero de 1996, cuando Coxon y James estuvieron ausentes para una actuación sincronizada con los labios transmitida por la televisión italiana, fueron reemplazados por un recorte de cartón y un roadie, respectivamente. El biógrafo de Blur, Stuart Maconie, escribió más tarde que, en ese momento, «Blur se cosía muy torpemente».
Coxon luchó con problemas con el alcoholismo y, en un rechazo de la antigua estética britpop del grupo, se propuso escuchar a ruidosas bandas de rock alternativo estadounidenses como Pavement. En el documental de 2010 sobre la banda, No Distance Left to Run, Coxon declaró que estaba cada vez más influenciado por los guitarristas estadounidenses, ya que «muchos de ellos estaban haciendo cosas muy interesantes con las guitarras y necesitaba nutrirme. Supongo que como guitarrista y no pasaba nada de eso en la música inglesa, aunque la música inglesa ahora era más popular [así que] comencé a escuchar más material de los Estados Unidos de sellos más pequeños».
Aunque lo había rechazado previamente, Albarn llegó a apreciar los gustos de Coxon en el lo-fi y la música underground, y reconoció la necesidad de cambiar significativamente la dirección musical de la banda una vez más. «Puedo sentarme al piano y escribir brillantes canciones pop todo el día pero tienes que seguir adelante», dijo. Posteriormente se acercó a Street y abogó por un sonido más minimalista en el siguiente álbum de la banda. Coxon, reconociendo su propia necesidad personal de, como dijo el baterista Dave Rowntree, «trabajar en esta banda», escribió una carta a Albarn, describiendo su deseo de que su música «asustara a la gente de nuevo».

## Grabación

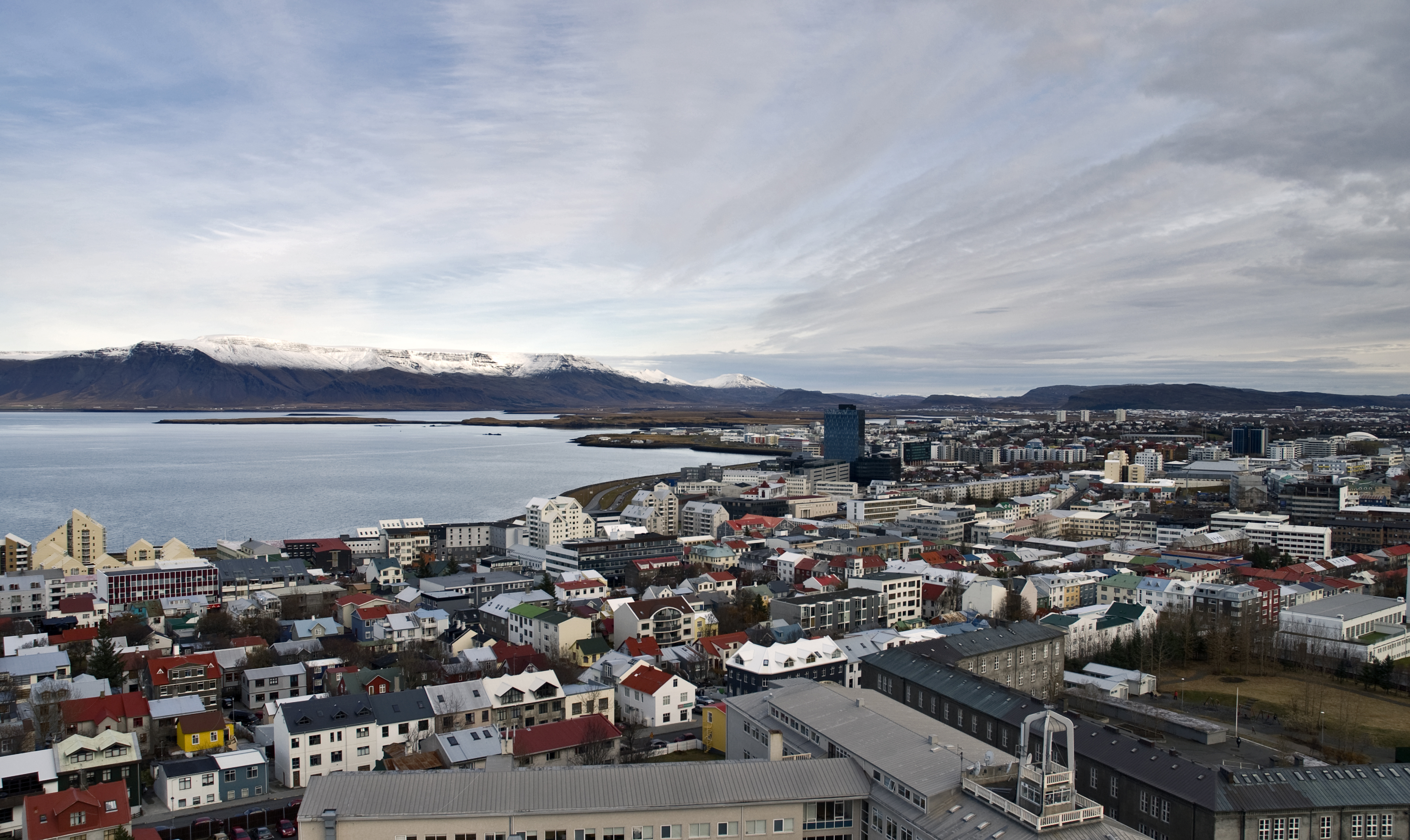
El álbum fue grabado parcialmente en Reykjavík, Islandia.

Las sesiones de grabación del álbum comenzaron en junio de 1996 en los estudios Mayfair (Londres). Después la banda se fue a grabar el resto del álbum en Reykjavík, Islandia. Fue en ese país donde se grabaron las voces de «Strange News from Another Star», «Essex Dogs», «Beetlebum» y «On Your Own». «Acabamos de grabar algunas voces allí», Albarn reveló en una entrevista de Addicted To Noise. «Tengo una casa allí y es el lugar perfecto para escribir por la luz [El sol no sale hasta el mediodía]. No es bueno durante el verano porque está el sol todo el tiempo, las 24 horas del día».
Aparte de cambiar su estilo musical, también mejoraron la forma en que grababan. «Fue la primera vez que nos atascamos», reveló Coxon. «Nunca habíamos improvisado realmente antes. Hemos sido bastante blancos, en general sobre la grabación, como en un laboratorio. Sí, en realidad nos abrimos paso a través de simplemente tocar lo que se nos vino a la mente y editar, lo cual fue realmente emocionante». «Tocamos juntos durante dos semanas de una forma que no habíamos hecho desde 1991», recuerda Dave. «Queríamos purificar el sonido, no tener nada que no pudiéramos reproducir. Pensamos que si hacíamos pequeños cambios en el extremo de entrada, podríamos efectuar grandes cambios en la salida». Según el productor Stephen Street, «Blur había decidido que las presiones comerciales y la escritura de sencillos de éxito ya no serían la consideración principal. El ambiente en el estudio era muy diferente al de la primera vez que trabajé con ellos». «En el estudio, una vez que pasamos esos primeros días, donde sentí que todos estaban pisando cáscaras de huevo, había un gran ambiente. Creo que fue porque no querían competir con nadie en este disco, querían para hacer un disco que ayudaría a mantener unida a la banda». Street había adquirido una nueva pieza de hardware que le permitía samplear loops y cortar y pegar secciones enteras de las sesiones de improvisación de la banda.

## Música

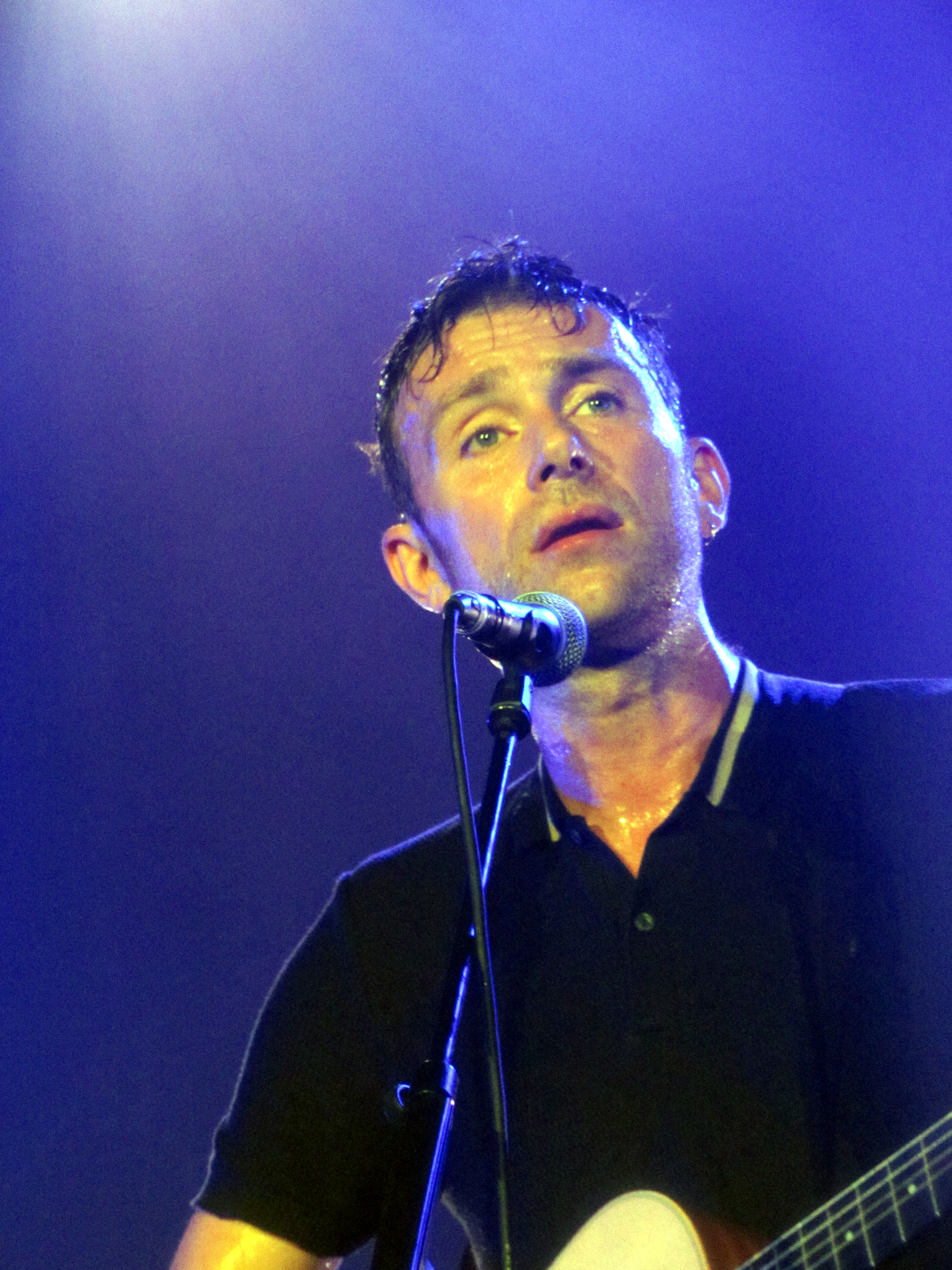
Damon Albarn se dedicó a escribir canciones más personales en lugar de escribir sobre personajes.

Rowntree declaró que la banda decidió darle a Coxon una mano en Blur. Street también observó un cambio en el estilo de escritura de Albarn, ya que «estaba mucho más preparado para escribir en primera persona que sobre personajes interesantes. Creo que [Albarn] había crecido un poco y estaba preparado para empezar a escribir sobre sus propias experiencias que trasladarlos a un personaje como "Tracy Jacks" o "Dan Anormal". Coxon estuvo de acuerdo, y sintió que "las canciones de Damon me estaban revelando más a mí que a él" y dijo que cuando escuchó algunas de sus demos caseras se dio cuenta de que «obviamente se había vuelto un poco más loco». El álbum presenta la primera canción en la que Coxon no solo escribió la letra, sino que también cantó la voz principal: «You're So Great».

Según Mark Redfern de Under the Radar, Blur evitó el britpop en favor del indie rock estadounidense. La revista NME argumentó de manera similar que favorecía el lo-fi y rock alternativo sobre el britpop. Por el contrario, Margaret Moser de The Austin Chronicle caracterizó su música como «una marca contundente de pop británico musculoso», mientras que el crítico de AllMusic, Stephen Thomas Erlewine, dijo que «puede parecer superficialmente una ruptura con la tradición», pero es una «progresión lógica» del britpop en lugar de un abandono de ella. El tema de apertura del álbum «Beetlebum» ha sido descrito como un «tributo a Beatles» por varias publicaciones; Erlewine escribió que la canción «[corre] a través del White Album en el espacio de cinco minutos». Andrew Collins, de la revista Q, comparó la canción con The Auteurs, así como con un «"Free as a Bird" ligeramente amenazador», debido a «un ligero zumbido ondulante en primer plano» y una «coda dulce y alargada ocupada por lo que suena como una invasión de pavos». Albarn admitió que «Beetlebum» trataba sobre la heroína y las experiencias con las drogas que tuvo con su entonces novia, Justine Frischmann de la banda Elastica. Albarn también declaró que la canción describe una emoción complicada, una especie de «sueño» y una de «sexy». El título de la canción alude a la frase «Chasing the beetle», una variación de la frase «Chasing the Dragon», que se refiere a inhalar el humo de heroína, morfina u opio calientes que se ha colocado en una pieza de papel de aluminio. «Song 2» es notable por su hook en el que Albarn grita «¡woo-hoo!». La introducción de la canción ha sido llamada el «mejor momento» de Coxon. 

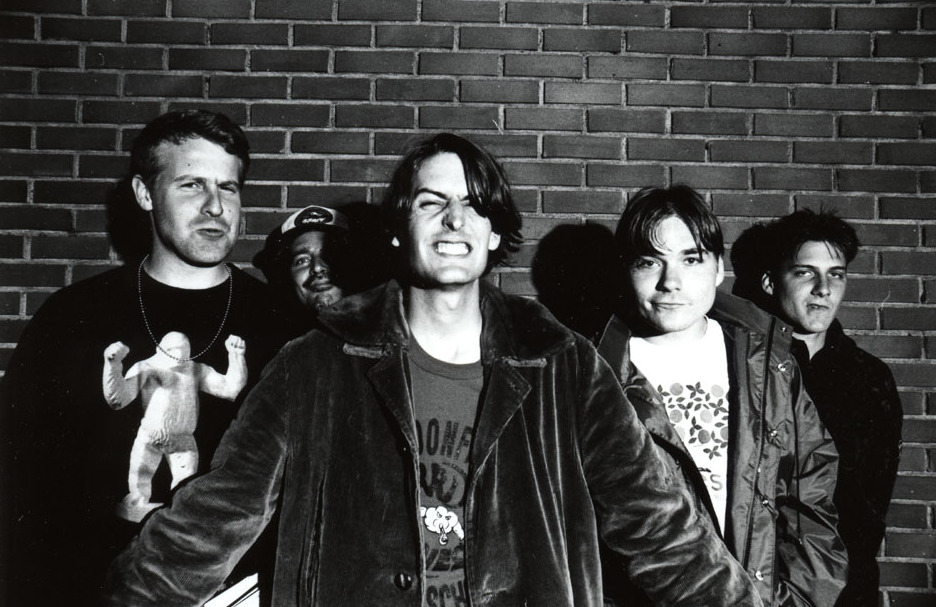
El sonido y la estética de Blur se inspiraron en bandas de indie rock estadounidenses como Pavement.

Erlewine describió a «Country Sad Ballad Man» como una psicodelia lo-fi estrangulada y extrañamente conmovedora, mientras que Collins afirmó que «la introducción sentada es un desastre rústico del que surge un riff simplemente hermoso y perezoso». «M.O.R.» fue descrito por James Hunter de Rolling Stone como un homenaje a Mott the Hoople. La canción toma prestada la progresión de acordes de «Boys Keep Swinging» de David Bowie y «Fantastic Voyage», el último de los cuales fue coescrito por Brian Eno. «On Your Own» es notable por el uso de un Roland TR-606 Drumatix, una caja de ritmos de los años 80. Erlewine describió la canción como «una increíble porción de pop cantando a coro con explosiones sinuosas y fluidas de guitarra y sintetizadores». «Hay una terraza cantando en alguna parte», afirmó Collins, «socavada por su sonido de batería indistinto». «Theme from Retro» fue descrito como «trip-hop obligatorio de rock espacial» por The Austin Chronicle, mientras que Collins afirmó que «presenta a Blur en el dub», refiriéndose a él como «una fila encantadora e inflexible. Como, digamos, un lado B de Blur». «You're So Great», interpretada únicamente por Coxon, fue descrita por Collins como «la más estadounidense de todas», ya que «la voz [de Coxon], muy mal grabada, vacilante pero sincera, pertenece a cualquiera menos al grupo». Tom Sinclair de Entertainment Weekly describió la canción como una reminiscencia de la «plangencia deslumbrante de los héroes lo-fi del Medio Oeste Guided By Voices».
La revisión de Lindsay Zoladz del álbum —como parte de Blur 21— para Pitchfork afirmó que «Death of a Party» es el punto culminante del álbum, especulando que influyó en Gorillaz, otro proyecto musical que presenta a Albarn como el principal compositor. Collins afirmó que sonaba como el «segundo homenaje» de Blur a la canción de The Specials «Ghost Town», especulando que la letra, «Why did we bother?/Should've stayed away» reflejó la reciente retirada de Blur del ojo público a pesar de que la canción fue escrita años antes, y resumió la pista como «una pieza genuinamente espeluznante». Sinclair describió a «Chinese Bombs» como un «mosh-pit den del Lower East Side», mientras que Zoladz sintió que «I'm Just a Killer for Your Love» era «exquisitamente lloroso». En «Look Inside America», Albarn recuerda a la banda despertando del show de la noche anterior, bebiendo Pepsi para encontrar la energía para hacer un programa de televisión local. Hunter llamó a la canción una «balada de carretera clásica de los noventa». La canción contiene el estribillo «Look inside America, she's all right; she's all right», que Erlewine dijo que «subvierte inteligentemente la canción tradicional de Blur, completa con cuerdas». Collins describió «Strange News from Another Star» como «el "Space Oddity" de Blur», afirmando que la «guitarra acústica, la intro silenciosa, el cambio de humor chiflado en un pasaje más oscuro, [y] un informe melancólico cuya idea central —"I don't believe in me"— [expresan] más dudas del atribulado Albarn». Interpretada originalmente como un poema en el Albert Hall en julio de 1996, la versión de estudio de «Essex Dogs» fue descrita por Erlewine como una «losa de seis minutos de verso libre y ruido de guitarra». Collins reveló que «aquí tiene un riff de motor de arranque tan loco que incluso su autor, Coxon, confiesa que le resulta difícil escucharlo». Collins también lo describió como «un final apropiado (los ocho minutos exploratorios) para una obra maestra desafiante y con púas». A la canción le sigue «Interlude», una pista oculta que Collins describió como «una señal instrumental angustiada que no va a ninguna parte».
En una entrevista en video de noviembre de 1996, Rowntree afirmó: «Es un disco mucho más agresivo en muchos sentidos, así como un disco más emocional. Creo que la música que estamos haciendo ahora es la música que siempre quisimos hacer, pero que obtuvimos distraído de alguna manera».

## Portada y arte
El arte de Blur, así como los sencillos asociados al álbum, fue diseñada por la empresa de diseño Yacht Associates, que consta de Chris Thomson y Richard Bull. La pareja también había estado involucrada en el proceso de diseño de las portadas de álbumes anteriores de Blur como parte de Stylorouge. La portada muestra a un paciente que es trasladado de urgencia a una sala de emergencias. En busca de una imagen que transmitiera «tanto optimismo como miedo», Yacht Associates eligió la foto de archivo de Tony Stone Images, y la describió como «un sueño anestésico». En los 1001 álbumes que hay que escuchar antes de morir, el crítico Mark Bennett especula que la portada representaba el estado crítico de la banda antes del álbum.
La contraportada y la cubierta interior de Paul Postle representan campos de azufre en Islandia, donde se grabó gran parte del álbum. Postle también tomó fotos de la banda ensayando para la portada. Blur es también el primer álbum del grupo que no tiene letras impresas en las notas, sino que tiene una foto compuesta de la banda en el estudio distribuida en tres paneles. Cuando se le preguntó sobre esta decisión, Albarn reveló que «no querían tener que explicar de qué se trataba la letra porque son bastante extrañas de explicar», aunque afirmó que «Death of a Party» y «Strange News From Another Star» «son [ambos] bastante claros».

## Lanzamiento y promoción
El quinto álbum homónimo de Blur marcó un regreso a las raíces indie y rock alternativo de la banda. Si bien la prensa musical elogió la experimentación sonora de baja fidelidad como una progresión audaz para una banda de pop convencional, predijeron que el cambio drástico en el género musical alienaría a la base de aficionados predominantemente adolescente. El bajista Alex James reveló que las primeras filas de los conciertos en los que la banda actuaba durante los años del britpop atraían principalmente a chicas de 15 años y que él pensaba que el cambio de estilo era un «movimiento de cojones». Andy Ross, que dirigía Food Records en ese momento, admitió que cuando lo escuchó por primera vez «se sorprendió. Ganamos premios, ganamos dos álbumes del año consecutivos de la revista Q y mi inicial reacción fue incómoda y difícil. Mi reacción inmediata fue: "¿venderán tantos discos? ¿Dónde están mis derechos de autor?". La primera reacción de todos fue que se trataba de una desviación: eso está claro desde la obra de arte en adelante». Albarn desestimó las preocupaciones de EMI y las llamó «Lo habitual: "No tiene sencillos". Mientras tanto, le están dando a Radiohead todo el trabajo de marketing. Eso duele por un tiempo porque lo hemos hecho muy bien para ellos. Estábamos tratando de ser realmente valientes. Pero todo se recuperó bastante rápido». El de Parlophone MD, Tony Wadsworth estaba entusiasmado, sin embargo, como recuerda Coxon, «Tocamos "Song 2" como una pequeña prueba de si estaba en nuestra longitud de onda. Le dijimos que este era el segundo sencillo. Por supuesto, teníamos ni idea de que lo sería. Se sentó allí, sonriendo: "¡Definitivamente! ¡Definitivamente un sencillo!"».
Las preocupaciones sobre el «suicidio comercial» se calmaron cuando el sencillo principal, «Beetlebum», debutó en el número uno en la UK Singles Chart. Blur encabezó en la UK Albums Chart cuando se lanzó en febrero,  eliminando a White on Blonde de Texas del primer puesto. Blur finalmente pasó a ser certificado platino. Aunque el álbum no pudo igualar las ventas de sus álbumes anteriores en el Reino Unido, Blur se convirtió en el grupo más exitoso a nivel internacional, alcanzando los veinte primeros en países como Suiza, Francia, y Noruega. En los EE. UU., El álbum alcanzó el puesto número sesenta y uno en el Billboard 200, el álbum más alto de Blur en ese momento, y fue certificado oro. El éxito del álbum en Estados Unidos se ha atribuido en parte a la popularidad de «Song 2», que alcanzó el puesto número seis en la lista de Modern Rock. Después de que «Song 2» obtuvo la licencia para su uso en bandas sonoras, anuncios y programas de televisión, se convirtió en la canción del grupo más reconocida en Estados Unidos. Después del éxito de Blur, la banda se embarcó en una gira mundial de nueve meses.

## Recepción en la crítica
Blur recibió reseñas generalmente positivas de críticos musicales en los Estados Unidos, pero las mismas fueron variadas en la prensa británica. The Guardian lo elogió, mientras que The Times fue más ambivalente y The Independent fue negativo. Stephen Thomas Erlewine, de AllMusic, dijo que el álbum destaca «el rico eclecticismo y el sentido del canto de la banda. Ciertamente, están tratando de crear un nuevo territorio sonoro, trayendo fragmentos de ruido blanco, electrónica gorgoteante, guitarras crudas y psicodelia drogadicta, pero estos son solo extensiones de elementos previamente ocultos de la música de Blur». Margaret Moser de The Austin Chronicle elogió el álbum por «desvelar una marca contundente de britpop musculoso que baila alrededor de garage-pop estridente, como The Kinks («Movin' On», «M.O.R.»), tiernas armonías como The Beatles («Beetlebum», «Look Inside America»), peculiaridad punky («Chinese Bombs»), balada conmovedora («Country Sad Ballad Man»), trip-hop obligatorio de rock espacial («Theme from Retro», «I'm Just a Killer for Your Love»), y un canto al aire libre («On Your Own»)». Jonathan Bernstein de Spin también sintió que, «a pesar de sus declaraciones traidoras, los aspectos más destacados de Blur son consistentemente de origen británico». James Hunter, que escribe para Rolling Stone, afirmó que «lo que todavía hace genial a [Blur] es su profunda comprensión del estilo y el género. Lo que no han hecho en Blur es levantarse de la cama, rasguear algunos acordes y asociar libremente sobre lo primero que les viene a la cabeza. Este es un disco que habita los sesgos actuales del rock estadounidense de manera tan convincente e inteligente como Parklife acorralaron las últimas décadas del rock británico».
Muchos elogiaron letras como las de «Look inside America», y notaron el «guiño obligatorio de Albarn a Beck, [y la promoción del] nuevo álbum de Pavement como si se les pagara por hacerlo», los críticos sintieron que la banda había llegado a aceptar los valores estadounidenses durante este tiempo, un cambio radical de su actitud durante los años del britpop. Erlewine escribió que «Blur puede ser conscientemente ecléctico, pero Blur está en su mejor momento cuando intenta estar a la altura de sus propias pretensiones, debido al excepcional sentido de Damon Albarn al canto y la habilidad de la banda para los arreglos detallados que dan cuerpo a las canciones al máximo». Alternative Press lo llamó «un torbellino de esoterismo extraño, precioso, precoz e impresionante». Robert Christgau de The Village Voice fue menos entusiasta y solo citó a «Song 2» como un «corte de elección», indicando «una buena canción en un álbum que no vale su tiempo o dinero». Sin embargo, hubo fuertes elogios del Pittsburgh Post-Gazette, que otorgó al álbum cuatro de cuatro estrellas. Ed Masley escribió que «puedes escuchar el nuevo enamoramiento con los estilos de indie rock en todo el último lanzamiento, con sus ruidosos collages sónicos y sus voces de radio de transistores. A veces, es como si hubieran olvidado que son británicos. Son británicos sin embargo. Es lo que hace que este disco homónimo sea el mejor».
En los premios NME de 1998, Blur recibió una nominación al Mejor Álbum. Sin embargo, perdió ante el OK Computer de Radiohead. En 2013, NME lo ubicó en el puesto 137 en su lista de los 500 mejores álbumes de todos los tiempos. El álbum también se incluyó en el libro 1001 álbumes que debes escuchar antes de morir.
A diferencia de algunos de los álbumes anteriores de Blur, el elogio de los miembros de la banda se mantuvo. «Me gusta mucho ese récord», dijo Coxon en 2009. «Creo que es uno de los mejores».

## Lista de canciones
Todas las letras de Damon Albarn (excepto «You're So Great» de Graham Coxon). Toda la música de Damon Albarn, Graham Coxon, Alex James y Dave Rowntree excepto «M.O.R.», escrita por Albarn, Coxon, James, Rowntree, David Bowie y Brian Eno.

| N.º | Título                            | Duración |  |
| 1.  | «Beetlebum»                       | 5:04     |  |
| 2.  | «Song 2»                          | 2:02     |  |
| 3.  | «Country Sad Ballad Man»          | 4:50     |  |
| 4.  | «M.O.R.»                          | 3:27     |  |
| 5.  | «On Your Own»                     | 4:26     |  |
| 6.  | «Theme from Retro»                | 3:37     |  |
| 7.  | «You're So Great»                 | 3:35     |  |
| 8.  | «Death of a Party»                | 4:33     |  |
| 9.  | «Chinese Bombs»                   | 1:24     |  |
| 10. | «I'm Just a Killer for Your Love» | 4:11     |  |
| 11. | «Look Inside America»             | 3:50     |  |
| 12. | «Strange News from Another Star»  | 4:02     |  |
| 13. | «Movin' On»                       | 3:44     |  |
| 14. | «Essex Dogs»                      | 8:08     |  |

Notas
- La duración de la pista 14 en la versión americana del álbum es 11:24, con «Dancehall» como pista oculta entre «Essex Dogs» e «Interlude».
- La versión europea vino con un CD en vivo grabado en los Países Bajos (también con caras B seleccionadas de los sencillos de Blur) que también se lanzó por separado en los Países Bajos como simplemente Blur Live E.P..
- La versión australiana vino con un segundo CD con las sesiones completas de Peel Acres (como se publicó en el Reino Unido en los sencillos «On Your Own»).
- La versión japonesa del álbum tiene «Dancehall» como una pista listada separada (15), que incluye «Interlude».

| Disco 2: Edición especial de 2012 |                                                                            |          |  |
| N.º                               | Título                                                                     | Duración |  |
| 1.                                | «All Your Life»                                                            | 4:12     |  |
| 2.                                | «A Spell (For Money)»                                                      | 3:30     |  |
| 3.                                | «Woodpigeon Song»                                                          | 1:43     |  |
| 4.                                | «Dancehall»                                                                | 3:11     |  |
| 5.                                | «Get out of Cities»                                                        | 4:03     |  |
| 6.                                | «Polished Stone»                                                           | 2:43     |  |
| 7.                                | «Bustin' and Dronin'»                                                      | 6:32     |  |
| 8.                                | «M.O.R. - Road Version»                                                    | 3:02     |  |
| 9.                                | «Swallows in the Heatwave»                                                 | 2:33     |  |
| 10.                               | «Death of a Party - 7" Remix» (remixado por Adrian Sherwood y Simon Mundy) | 4:19     |  |
| 11.                               | «Cowboy Song»                                                              | 4:07     |  |
| 12.                               | «Beetlebum» (En vivo, versión acústica)                                    | 4:34     |  |
| 13.                               | «On Your Own» (En vivo, versión acústica)                                  | 4:11     |  |
| 14.                               | «Country Sad Ballad Man» (En vivo, versión acústica)                       | 4:44     |  |
| 15.                               | «This Is a Low» (En vivo, versión acústica)                                | 3:32     |  |
| 16.                               | «M.O.R.» (En vivo en Utrecht)                                              | 3:18     |  |
| 17.                               | «Death of a Party» (En vivo en Utrecht)                                    | 4:16     |  |
| 18.                               | «Song 2» (En vivo en Utrecht)                                              | 2"07     |  |

Notas de las pistas extra
- Pistas 1 a 4 del sencillo «Beetlebum», enero de 1997
- Pistas 5 a 7, 13 a 14 del sencillo «Song 2», abril de 1997
- Pistas 8 a 9 del sencillo «M.O.R.», septiembre de 1997
- Pista 10 del sencillo promocional del Reino Unido «Death of a Party», 1997
- Pista 11 de «Dead Man on Campus», 1998

## Personal
- Damon Albarn - voz principal, piano, teclados, órgano Hammond, guitarra acústica
- Graham Coxon - guitarras eléctricas y acústicas, coros, voces en «You're So Great», theremin,[28] batería adicional en «Song 2» y «Strange News from Another Star»
- Alex James - bajo
- Dave Rowntree - batería, percusión, programación de batería en «On Your Own»
- Producida por Stephen Street, excepto por «I'm Just a Killer for Your Love» producida por Blur
- John Smith - ingeniero (todas las pistas excepto «I'm Just a Killer for Your Love»)
- Jason Cox - ingeniero («I'm Just a Killer for Your Love»)
- Arnþór «Addi 800» Örlygsson - ingeniería adicional

## Posicionamiento en listas
| Lista (1997)                        | Posición más alta |
| ----------------------------------- | ----------------- |
| Australia (ARIA)                    | 22                |
| Austria (Ö3 Austria)                | 21                |
| Bélgica (Ultratop flamenca)         | 25                |
| Bélgica (Ultratop valona)           | 12                |
| Dinamarca (Hitlisten)               | 12                |
| Países Bajos (Album Top 100)        | 49                |
| Finlandia (Suomen Virallinen Lista) | 8                 |
| Francia (SNEP)                      | 12                |
| Alemania (Offizielle Top 100)       | 23                |
| Italia (FIMI)                       | 7                 |
| Nueva Zelanda (Recorded Music NZ)   | 3                 |
| Noruega (VG-lista)                  | 6                 |
| España (PROMUSICAE)                 | 4                 |
| Suecia (Sverigetopplistan)          | 4                 |
| Suiza (Schweizer Hitparade)         | 17                |
| Reino Unido (UK Albums Chart)       | 1                 |
| Estados Unidos (Billboard 200)      | 61                |

| Lista (1997)                       | Posición más alta |
| ---------------------------------- | ----------------- |
| Australian Albums (ARIA)           | 84                |
| Belgian Albums (Ultratop Wallonia) | 89                |
| European Albums (Music & Media)    | 47                |
| New Zealand Albums (RMNZ)          | 23                |
| Spanish Albums (AFYPE)             | 47                |
| UK Albums (OCC)                    | 29                |
| US Billboard 200                   | 174               |

| Lista (1998)    | Posición más alta |
| --------------- | ----------------- |
| UK Albums (OCC) | 110               |

## Certificaciones
| Región | Certificación | Ventas     |
| --- | ------------- | ---------- |
| Australia (ARIA) | Oro           | 35,000^    |
| Canadá (Music Canada) | Platino       | 100,000^   |
| Dinamarca (IFPI Danmark)                                                                                                   | Oro           | 25,000^    |
| Japón (RIAJ) | Platino       | 200,000^   |
| Nueva Zelanda (RMNZ) | Platino       | 15,000^    |
| España (PROMUSICAE) | Platino       | 100,000^   |
| Reino Unido (BPI) | Platino       | 300,000^   |
| Estados Unidos (RIAA) | Oro           | 679,000    |
| Resúmenes |               |            |
| Europa (IFPI) | Platino       | 1,000,000* |
| * Cifras de ventas basadas únicamente en la certificación. ^ Las cifras de envíos se basan únicamente en la certificación. |               |            |